# مونکبوده
مونکبوده (به آلمانی: Mönkebude) یک شهر در آلمان است که در فرپومرن-گرایفسوالد واقع شده‌است. مونکبوده ۷۵۱ نفر جمعیت دارد.